# Liste des chapitres de Rozen Maiden
Les chapitres de la série Rozen Maiden (ローゼンメイデン, Rōzen Meiden) ont été écrits et dessinés par Peach-Pit. La série fut publiée dans le magazine Comic Birz de septembre 2002 à un rythme mensuel jusqu'à son arrêt brutal en juin 2007. La série reprit en avril 2008 dans le magazine Weekly Young Jump et s'est achevée en janvier 2014. 
La série parle de Sakurada Jun, un hikikomori qui passe le plus clair de son temps enfermé dans sa chambre à commander des objets farfelu sur le net. Un jour, il devient le propriétaire d'une poupée vivante se nommant « Shinku, la cinquième Rozen Maiden ».

## Première série:Rozen Maiden

### Première édition
Les 43 chapitres (correspondant aux « Phases ») de la première série ont été publiés en 8 volumes au format tankōbon par Gentosha à partir de mars 2003 ; le dernier est sorti en juin 2007. La série est licenciée en plusieurs langues :
- Par Tokyopop aux États-Unis, en Allemagne, et au Canada ;
- Par Flashbook en Italie ;
- Par Soleil Manga en France.

| no                                                                                                 | Japonais          | Japonais          | Français         | Français          |
| no                                                                                                 | Date de sortie    | ISBN              | Date de sortie   | ISBN              |
| -------------------------------------------------------------------------------------------------- | ----------------- | ----------------- | ---------------- | ----------------- |
| 1                                                                                                  | 24 mars 2003      | 4-344-80212-8     | 22 mars 2006     | 978-2-84946-364-2 |
| Liste des chapitres : - Prologue - Phase 1 - Phase 2 - Phase 3 - Phase 4                           |                   |                   |                  |                   |
| 2                                                                                                  | 24 décembre 2003  | 4-344-80340-X     | 26 avril 2006    | 978-2-84946-409-0 |
| Liste des chapitres : - Phase 5 - Phase 6 - Phase 7 - Phase 8 - Phase 9 - Phase 10 - Phase 11      |                   |                   |                  |                   |
| 3                                                                                                  | 14 septembre 2004 | 4-344-80452-X     | 21 juin 2006     | 978-2-84946-474-8 |
| Liste des chapitres : - Phase 12 - Phase 13 - Phase 14 - Phase 15 - Phase 16 - Phase 17 - Phase 18 |                   |                   |                  |                   |
| 4                                                                                                  | 12 décembre 2004  | 4-344-80505-4     | 6 septembre 2006 | 978-2-84946-555-4 |
| Liste des chapitres : - Phase 19 - Phase 20 - Phase 21 - Phase 22                                  |                   |                   |                  |                   |
| 5                                                                                                  | 11 août 2005      | 4-344-80620-4     | 21 février 2007  | 978-2-84946-629-2 |
| Liste des chapitres : - Phase 23 - Phase 24 - Phase 25 - Phase 26 - Phase 27 - Phase 28            |                   |                   |                  |                   |
| 6                                                                                                  | 17 janvier 2006   | 4-344-80691-3     | 23 octobre 2007  | 978-2-84946-835-7 |
| Liste des chapitres : - Phase 29 - Phase 30 - Phase 31 - Phase 32 - Phase 33                       |                   |                   |                  |                   |
| 7                                                                                                  | 26 septembre 2006 | 4-344-80822-3     | 12 décembre 2007 | 978-2-3020-0052-0 |
| Liste des chapitres : - Phase 34 - Phase 35 - Phase 36 - Phase 37 - Phase 38 - Phase 39 - Phase 40 |                   |                   |                  |                   |
| 8                                                                                                  | 23 juin 2007      | 978-4-344-81030-3 | 20 février 2008  | 978-2-3020-0086-5 |
| Liste des chapitres : - Phase 41 - Phase 42 - Phase 43                                             |                   |                   |                  |                   |

### Réédition
Cette réédition a été publiée par Shueisha au Japon, et par Soleil Manga en France.
| no | Japonais          | Japonais          | Français        | Français          |
| no | Date de sortie    | ISBN              | Date de sortie  | ISBN              |
| -- | ----------------- | ----------------- | --------------- | ----------------- |
| 1  | 25 avril 2008     | 978-4-08-877455-8 | 27 février 2013 | 978-2-3020-2752-7 |
| 2  | 26 mai 2008       | 978-4-08-877456-5 | 27 février 2013 | 978-2-3020-2753-4 |
| 3  | 26 juin 2008      | 978-4-08-877457-2 | 20 mars 2013    | 978-2-3020-2801-2 |
| 4  | 25 juillet 2008   | 978-4-08-877458-9 | 10 avril 2013   | 978-2-3020-2479-3 |
| 5  | 26 août 2008      | 978-4-08-877459-6 | 8 mai 2013      | 978-2-3020-2533-2 |
| 6  | 26 septembre 2008 | 978-4-08-877460-2 | 19 juin 2013    | 978-2-3020-2560-8 |
| 7  | 28 novembre 2008  | 978-4-08-877461-9 | 3 juillet 2013  | 978-2-3020-3040-4 |

## Seconde série:Rozen Maiden II
Les chapitres, nommés "Tale", sont publiés au format tankobon par Shueisha.
| no | Japonais          | Japonais          | Français          | Français          |
| no | Date de sortie    | ISBN              | Date de sortie    | ISBN              |
| --- | ----------------- | ----------------- | ----------------- | ----------------- |
| 1 | 19 décembre 2008  | 978-4-08-877566-1 | 17 juillet 2013   | 978-2-3020-3041-1 |
| Liste des chapitres : - Tale 0 - Comment Créer Une Fille - Tale 1 - Ne Pas Tourner - Tale 2 - E-Mail Du Passé - Tale 3 - Le Monde "Tourné", Le Monde "Pas Tourné" - Tale 4 - Un Autre Invité - Tale 5 - La Place Où Je Peux Être |                   |                   |                   |                   |
| 2 | 18 septembre 2009 | 978-4-08-877702-3 | 25 septembre 2013 | 978-2-3020-3123-4 |
| Liste des chapitres : - Tale 6 - Mémoires - Tale 7 - Ma Propre Poupée - Tale 8 - Le Dernier Jour - Tale 9 - Practica Dolls - Tale 10 - Mondes Connectés - Tale 11 - Show Down - Tale 12 - Décision                               |                   |                   |                   |                   |
| 3 | 19 février 2010   | 978-4-08-877811-2 | 20 novembre 2013  | 978-2-3020-3670-3 |
| Liste des chapitres : - Tale 13 - Ennemie? Allié? - Tale 14 - L'Anneau Rozen - Tale 15 - Baiser du Contract - Tale 16 - Voix - Tale 17 - Passé, Present, Avenir - Tale 18 - Prochaine Arbre - Tale 19 - Sham                     |                   |                   |                   |                   |
| 4 | 17 septembre 2010 | 978-4-08-879029-9 | 22 janvier 2014   | 978-2-3020-3703-8 |
| Liste des chapitres : - Tale 20 - Prince et la belle aux bois dormant - Tale 21 - Les Jardinières Jumelles - Tale 22 - Une Fois - Tale 23 - Temps dépassé - Tale 24 - Les Deux Juns - Tale 25 -                                  |                   |                   |                   |                   |
| 5 | 27 mai 2011       | 978-4-08-879119-7 | 16 avril 2014     | 978-2-3020-3759-5 |
| 6 | 18 novembre 2011  | 978-4-08-879214-9 | 20 août 2014      | 978-2-3020-4224-7 |
| 7 | 18 mai 2012       | 978-4-08-879370-2 | 3 décembre 2014   | 978-2-3020-4324-4 |
| 8 | 19 décembre 2012  | 978-4-08-879575-1 | 8 avril 2015      | 978-2-3020-4506-4 |
| 9 | 19 juillet 2013   | 978-4-08-879563-8 | 26 août 2015      | 978-2-302-04689-4 |
| 10 | 18 avril 2014     | 978-4-08-879777-9 | 2 décembre 2015   | 978-2-302-04824-9 |

## Série dérivée:Rozen Maiden: Dolls Talk
| no | Japonais         | Japonais          |
| no | Date de sortie   | ISBN              |
| -- | ---------------- | ----------------- |
| 1  | 19 décembre 2012 | 978-4-08-867243-4 |
| 2  | 9 août 2013      | 978-4-08-867283-0 |
| 3  | 15 juillet 2014  | 978-4-08-867331-8 |

### Édition japonaise
Première édition (depuis (fr) Manga-news)
1. 1 2  (fr) « Tome 1 »
2. 1 2  (fr) « Tome 2 »
3. 1 2  (fr) « Tome 3 »
4. 1 2  (fr) « Tome 4 »
5. 1 2  (fr) « Tome 5 »
6. 1 2  (fr) « Tome 6 »
7. 1 2  (fr) « Tome 7 »
8. 1 2  (fr) « Tome 8 »

Réédition (depuis (ja) Shueisha)
1. 1 2  (ja) « Tome 1 - Réédition »
2. 1 2  (ja) « Tome 2 - Réédition »
3. 1 2  (ja) « Tome 3 - Réédition »
4. 1 2  (ja) « Tome 4 - Réédition »
5. 1 2  (ja) « Tome 5 - Réédition »
6. 1 2  (ja) « Tome 6 - Réédition »
7. 1 2  (ja) « Tome 7 - Réédition »

Rozen Maiden II (depuis (ja) Shueisha)
1. 1 2  (ja) « Rozen Maiden II 1 »
2. 1 2  (ja) « Rozen Maiden II 2 »
3. 1 2  (ja) « Rozen Maiden II 3 »
4. 1 2  (ja) « Rozen Maiden II 4 »
5. 1 2  (ja) « Rozen Maiden II 5 »
6. 1 2  (ja) « Rozen Maiden II 6 »
7. 1 2  (ja) « Rozen Maiden II 7 »
8. 1 2  (ja) « Rozen Maiden II 8 »
9. 1 2  (ja) « Rozen Maiden II 9 »
10. 1 2  (ja) « Rozen Maiden II 10 »

Rozen Maiden Dolls Talk (depuis (ja) Shueisha)
1. 1 2  (ja) « Dolls Talk 1 »
2. 1 2  (ja) « Dolls Talk 2 »
3. 1 2  (ja) « Dolls Talk 3 »

### Édition française
Première édition (depuis (fr) Manga-news)
1. 1 2  (fr) « Tome 1 »
2. 1 2  (fr) « Tome 2 »
3. 1 2  (fr) « Tome 3 »
4. 1 2  (fr) « Tome 4 »
5. 1 2  (fr) « Tome 5 »
6. 1 2  (fr) « Tome 6 »
7. 1 2  (fr) « Tome 7 »
8. 1 2  (fr) « Tome 8 »

Réédition (depuis (fr) Soleil Manga)
1. 1 2  (fr) « Tome 1 »
2. 1 2  (fr) « Tome 2 »
3. 1 2  (fr) « Tome 3 »
4. 1 2  (fr) « Tome 4 »
5. 1 2  (fr) « Tome 5 »
6. 1 2  (fr) « Tome 6 »
7. 1 2  (fr) « Tome 7 »

Rozen Maiden II (depuis (fr) Soleil Manga)
1. 1 2  (fr) « Rozen Maiden II 1 »
2. 1 2  (fr) « Rozen Maiden II 2 »
3. 1 2  (fr) « Rozen Maiden II 3 »
4. 1 2  (fr) « Rozen Maiden II 4 »
5. 1 2  (fr) « Rozen Maiden II 5 »
6. 1 2  (fr) « Rozen Maiden II 6 »
7. 1 2  (fr) « Rozen Maiden II 7 »
8. 1 2  (fr) « Rozen Maiden II 8 »
9. 1 2  (fr) « Rozen Maiden II 9 »
10. 1 2  (fr) « Rozen Maiden II 10 »